# Magnetic Spacemen
Magnetic Spacemen is een Nederlandse (garage)rockband uit Zwolle. De band speelt sinds 2018 in de huidige bezetting en is geformeerd rondom zanger, gitarist en liedjesschrijver Sam Pols.

## Biografie

### Oprichting &I Don't Wanna Grow Up
Magnetic Spacemen werd opgericht in 2013 door Sam Pols (basgitaar & leadvocalen), Erwin Wuite (gitaar) en Onno (Drummer, achternaam onbekend) in Tuk. In datzelfde jaar nog kwam er een nieuwe drummer, Max Nowak. In de jaren die volgden, werd de band geselecteerd voor Popronde en tourde de band met gerenommeerde acts als John Coffey, Together Pangea en Peter Pan Speedrock. In 2016 kwam de band met hun eerste album I Don't Wanna Grow Up, een mix van garage, punk en rock'n'roll.

### Bandwissel &G.E.E.P.
Op 13 oktober 2017 maakte Erwin Wuite op  Instagram] bekend de band de band te verlaten om andere muzikale ambities na te jagen. Na een pauze van een half jaar maakte Magnetic Spacemen bekend dat Sam Pols de basgitaar verruilde voor de gitaar en dat de band verder werd aangevuld door bassist & toetsenist Redmer Kamsma en gitarist Michiel Kemper. Op 2 april 2019 kwam Magnetic Spacemen met het eerste wapenfeit als viertal: een EP met de naam G.E.E.P. Dat jaar ondernam Magnetic Spacemen ook een U.K. tour met de Britse band Vant.

### Papoya Poya
In de jaren die volgden, tourde de band regelmatig door het binnen- en buitenland (o.a. met de Amerikaanse band FIDLAR) en in 2021 kwam het eerste album als viertal uit, Papoya Poya genaamd. Op het album zijn naast garagerock ook invloeden te horen van surf en psychedelische rock. Dit album werd geproduceerd door bassist Redmer Kamsma en kwam uit op het label Goomah Music. Papoya Poya kon rekenen op lovende kritieken van onder andere het onafhankelijke muziekplatform Never Mind The Hype en 3voor12.

### Polished Minds
In 2023 komt Magnetic Spacemen met de opvolger van Papoya Poya, Polished Minds genaamd. Een plaat die zowel sonisch als tekstueel afwijkt van het eerdere werk van de band. Vanwege het overlijden van de vader van zanger en liedjesschrijver Sam Pols komen thema's als verdriet, verlies en rouwverwerking aan bod. Ook is de muzikale omlijsting experimenteler: de band gebruikte naast hun gitaren ook orgels, synthesizers en percussie. Het album kon rekenen op lovende kritieken van onder andere OOR en 3voor12.

## Discografie

### EP's
- 2019: - G.E.E.P.

### Albums
- 2023: - Polished Minds
- 2021 - Papoya Poya
- 2016 - I Don't Wanna Grow Up

- MusicBrainz: 3a918927-af2c-4ab7-8578-9fd9b33fafcb